# Odontopodisma
Odontopodisma es un género de ortóptero celífero de la familia Acrididae.

## Especies
- Odontopodisma acuminata (Kis, 1962)
- Odontopodisma albanica (Ramme, 1951)
- Odontopodisma carpathica (Kis, 1962)
- Odontopodisma decipiens (Ramme, 1951)
- Odontopodisma fallax (Ramme, 1951)
- Odontopodisma montana (Kis, 1962)
- Odontopodisma rammei (Harz, 1973)
- Odontopodisma rubripes (Ramme, 1931)
- Odontopodisma schmidtii (Fieber, 1853)[2]